# 筑波山

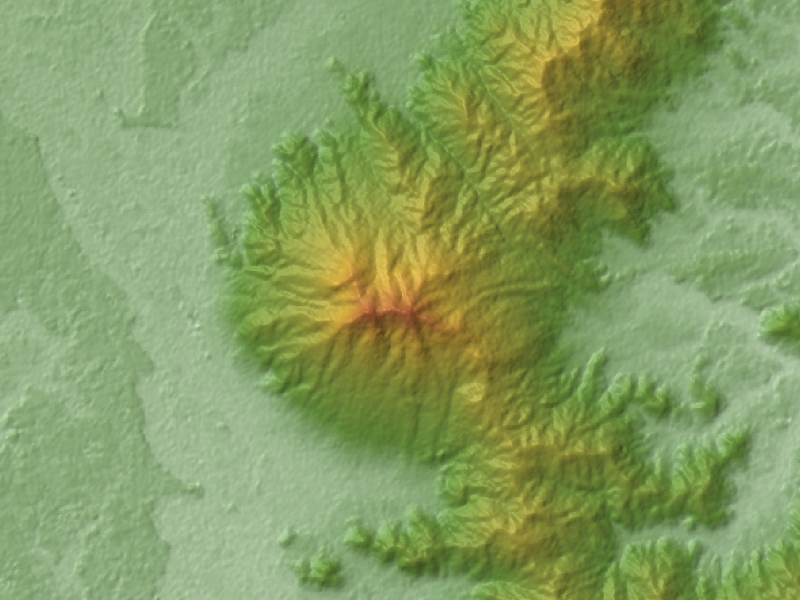
筑波山の地形図

筑波山（つくばさん）は、日本の関東地方東部、茨城県つくば市北端にある標高877 m（メートル）の山。筑波山神社の境内地で西側の男体山（標高871 m）と東側の女体山（標高877 m）からなる。雅称は紫峰（しほう）。筑波嶺（つくばね）とも言い、茨城県のシンボルの一つとされている。

## 概要
富士山と対比して「西の富士、東の筑波」と称される。茨城県の県西地方からの眺めが美しいとされる。全域が水郷筑波国定公園に指定された保護エリアであり、中腹から山頂付近は特別保護地区（自然公園法）に指定され筑波山神社境内地となっており、古くから樹木および木竹以外の植物の損傷・植栽、動植物の捕獲・採取等が禁じられてきたほか、火器の無許可使用、リード無しのペット散歩等の行為も禁止されている。『万葉集』にも詠まれ、日本百名山、日本百景の一つとされる。百名山では最も標高が低く、開聞岳（標高924 m）とともに1000 m未満の山である。独立峰にみえるが、実際には八溝山地最南端の筑波山塊に位置する。火山と誤解されることもあるが、実際には火山ではなく、隆起した深成岩（花崗岩）が風雨で削られて形成されたとされる。なお、山頂部分は斑れい岩からなる。
高さは長らく三角点の標高である876 mとされていたが、1999年に最高点の877 mに変更された。
筑波山は石岡市および桜川市にもまたがる。男体山・女体山山頂には筑波山神社の本殿があり、山腹には拝殿がある。『常陸国風土記』には筑波山の神が登場する。筑波山神社拝殿には坂東三十三観音25番札所の筑波山大御堂（中禅寺）が隣接する。筑波山は、ガマの油売りの口上などでも知られる。山中には巨石、奇石、名石が数多く散在し、それぞれに名前がつけられ、多くの伝説を生み、それらに対する信仰が今日でも受け継がれ、山そのものが「神域」として崇められている。筑波神社境内社や随神門など、県や市の指定文化財となっているものが多数存在する。開山以来、「結界」が張られており、荒れた時代もあったが、現在でも「霊山」であり山の万物が「神体」とされている。「夜間は男体・女体の神々が御幸ヶ原に出現する」ため「二人の遊楽を妨げてはならず入山しない」とする文化がある。
関東平野を一望するロケーションの良さからアマチュア無線用中継局・筑波山レピータもある。関東平野の北東部にあることと、同平野では希有な独立峰的な山であることから、気象観測や無線通信の上でも重要な拠点とされ、山頂付近には数多くのアンテナが存在する。1893年に山頂付近で気象観測を開始した後に筑波山測候所が置かれ、2006年からは筑波大学による筑波山気象観測ステーション（2016年に筑波山神社・筑波大学計算科学研究センター共同気象観測所へ改称）として男体山頂にて観測を行っている。
筑波山からは富士山の美しい景観を眺められるため、2005年に関東の富士見百景に選定された。2007年、日本の地質百選に選定。
旧日本軍では「真珠湾攻撃を実施せよ」を命じる暗号電文は「ニイタカヤマノボレ（新高山登れ）」であったが、「直ちに帰投せよ」を表す暗号電文は「ツクバヤマハレ（筑波山晴れ）」であった。

## 古典にみる筑波山

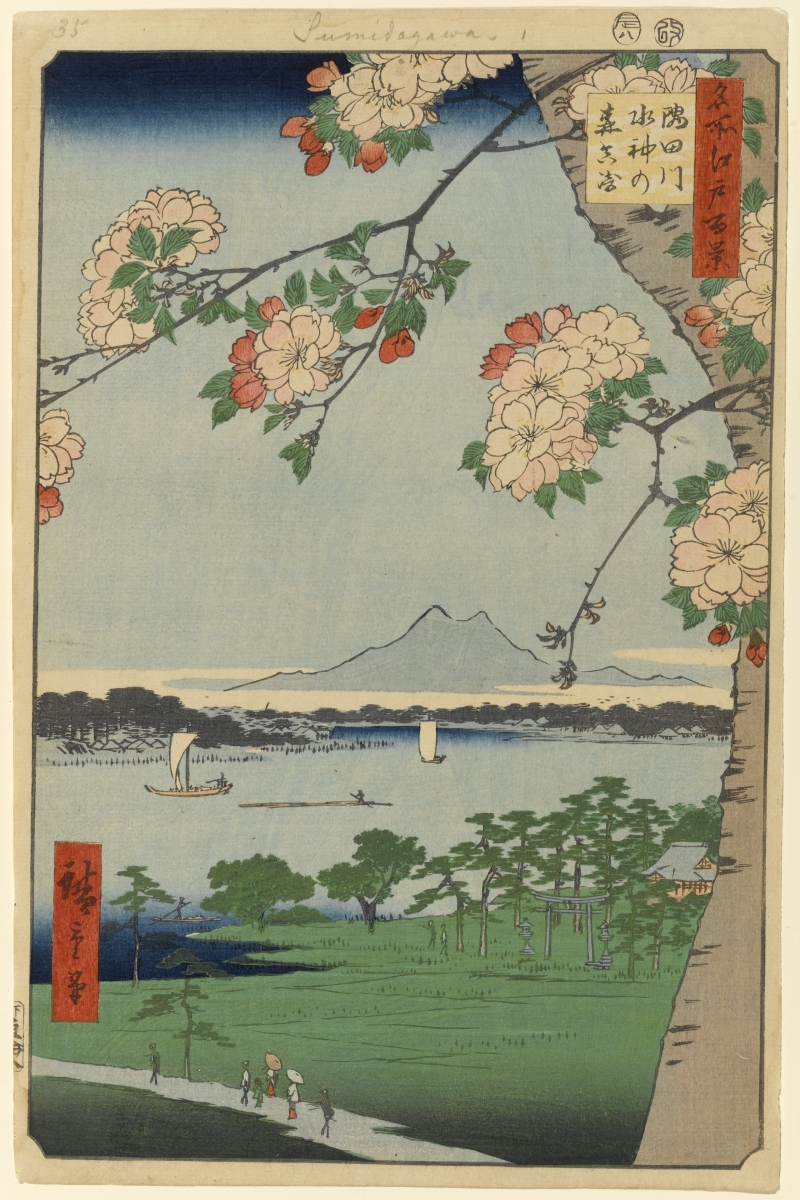
歌川広重『名所江戸百景』より。広重は、江戸の街からの地平線を描く場合に、西方なら富士山、北や北東なら筑波山を描くことが多かった。

### 歌垣と『万葉集』
筑波山は古来より農閑期の行事として大規模な歌垣（かがい）が行われ、近隣から多数の男女が集まって歌を交わし、舞い、踊り、性交を楽しむ習慣があった。これは今年の豊穣を喜び祝い、来る年の豊穣を祈る意味があった。
『常陸国風土記』には、筑波山における歌垣について、富士山との比較で次のような話を載せている。諸国をめぐり歩く神祖尊（みおやのみこと）が、新嘗の日に富士山を訪ねた。ところが富士の神は新嘗祭で忙しいからと一夜の宿を断った。神祖尊は嘆き恨んで、「この山は生涯冬も夏も雪が降り積もって寒く、人が登れず、飲食を供える者もなくしよう」といい、今度は常陸の筑波山に行き宿を乞うた。筑波山は新嘗祭にもかかわらず、快く宿を供し、飲食を奉った。喜んだ神祖尊は、「…天地（あめつち）とひとしく 月日と共同（とも）に 人民（たみぐさ）集い賀（よろこ）び 飲食（みけみき）豊かに 代々（よよ）絶ゆることなく 日々に弥（いや）栄え 千秋万歳（ちあきよろずよ） たのしみ窮（きわま）らじ」と歌った。それから富士山はいつも雪に覆われて登る人もなく、筑波山は昼も夜も人が集い、歌い飲食をするようになったという。『常陸国風土記』の成立は養老年間（717年 - 724年）だが、既にこの頃には筑波山に男女が集う嬥歌（かがい・歌垣（うたがき））の場であったことがわかる。
『万葉集』第9巻1759番収録の高橋虫麻呂作の歌には、
鷲の棲む 筑波の山の 裳羽服津（もはきつ）の その津の上に
率（あども）ひて 未通女（をとめ）壮士（をとこ）の 行き集ひ
かがふかがひに
人妻に 吾（あ）も交はらむ わが妻に 人も言問へ
この山を 領（うしは）く神の 昔より 禁（いさ）めぬわざぞ
今日のみは めぐしもな見そ 言（こと）も咎むな
（現代語訳）
鷲の棲む筑波山の裳羽服津の津のほとりに、
男女が誘い合い集まって、舞い踊るこの歌垣（かがい）では、
人妻に、私も性交しよう。我が妻に、人も言い寄ってこい。
この山の神が昔から許していることなのだ。
今日だけは目串（めぐし、不信の思いで他人を突き刺すように見ること）はよせよ、咎めるなよ。
と、歌垣への期待で興奮する気持ちが素直にのびのびと詠われる。

### 『万葉集』の歌の対象
『万葉集』のうち地名歌を令制国ごとに分類した場合、畿内に含まれないのにもかかわらず常陸国の地名歌の数が上位10位以内に含まれる。溝尾良隆はこの理由を、筑波山が詠まれていたからだと言及している。

## 山名の由来
由来については異説が多い。
最も古い説は『常陸国風土記』にある、筑箪命（つくはのみこと）という人物に由来するというもの。同書によれば、筑波周辺は紀国（きのくに）と呼ばれていたが、美麻貴天皇（みまきのすめらみこと。後の崇神天皇）の治世に、国造に任命された采女臣氏の友属（ともがら）の筑箪命が、「我が名を国につけて、後世に伝えたい」と筑波に改称したという。同書はまた、筑波が俗に「握飯筑波」とも呼ばれたと記している。
その他いかにも民間語源めいた語呂合わせの類を含め、さまざまな説がある。
- 縄文海進により、縄文時代の筑波山周辺には波が打ち寄せていたと考えられ、「波が寄せる場」すなわち「着く波」（つくば）となった[11]。
- 縄文時代の筑波山周辺は海であり、筑波山は波を防ぐ堤防の役割を果たしたため「築坡」（つきば）と呼ばれ、のちに筑波となった[11]。
- 「つく」は「尽く」で「崖」を意味し、「ば」は「端」を意味する[12]。
- 新たに開発して築いた土地として、「つくば」は「築地」ないし「佃地」を意味する[13]。
- 「つく」は「斎く」（いつく、神を崇め祀る）あるいは「突く」（つく、突き出す）であり、「ば」は「山」を意味する[14]。
- 「平野の中に独立してある峰」の意の「独坡」にちなむ[15]。
- アイヌ語のtuk-pa（とがった頭）またはtukupa（刻み目）にちなむ[15]。
- 歌垣の習慣にちなみ、マオリ語のtuku-pa（交際を許される）に由来する[16]。

## 産業

### ミカン栽培
標高140 m付近ではミカンが栽培される。ウンシュウミカンやナツミカンも栽培されるが、在来種の「筑波みかん」または「福来みかん」（ふくれみかん）と呼ばれる、直径2 - 3 cm（センチメートル）の小型みかんが栽培されている。ふくれみかんは果皮が薄く、種子が大きい。
柑橘類の中で唯一の日本原産のミカン科橘の一種と考えられており、常陸風土記にも橘の記載があるなど、古くから自生している。
冬季の寒さが厳しい山腹でミカン栽培を可能にしたのは、山の中腹にあって山麓よりも気温が高い「斜面温暖帯（Thermal belt）」の存在である。筑波山の標高170 - 270 m付近には山麓より気温が3、4 °C高い斜面温暖帯が分布し、これによりミカン栽培の条件がかろうじて満たされる。1980年代頃には観光ミカン園が出現した。
日本で斜面温暖帯を農業に利用する事例としては、ほかに静岡県の茶栽培がある。

## 観光
筑波山には中腹から山頂付近まで、筑波観光鉄道によりケーブルカーおよびロープウェイが運行されている。これらを利用して登ることができるほか、いくつかのルートで登山道が整備されているので、麓から歩いて登頂することもできる。このほか、オリエンテーリングのパーマネントコースも整備されている。行楽客が多く訪れ、ゴールデンウイークや秋の紅葉シーズンには交通渋滞が深刻なため、茨城県、つくば市、筑波大学などにより「筑波山周辺渋滞対策協議会」が設けられるほどである。

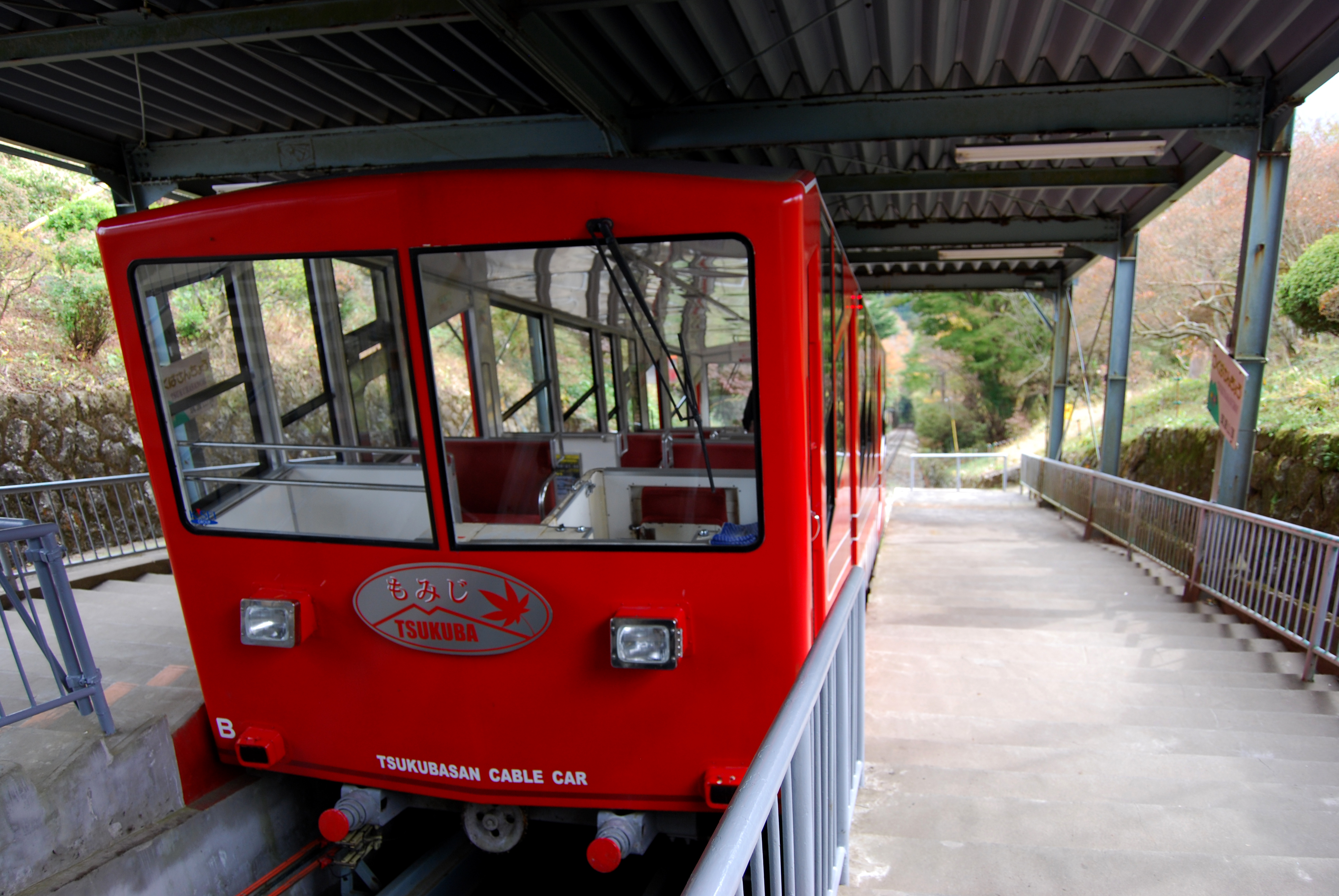
筑波山ケーブルカー

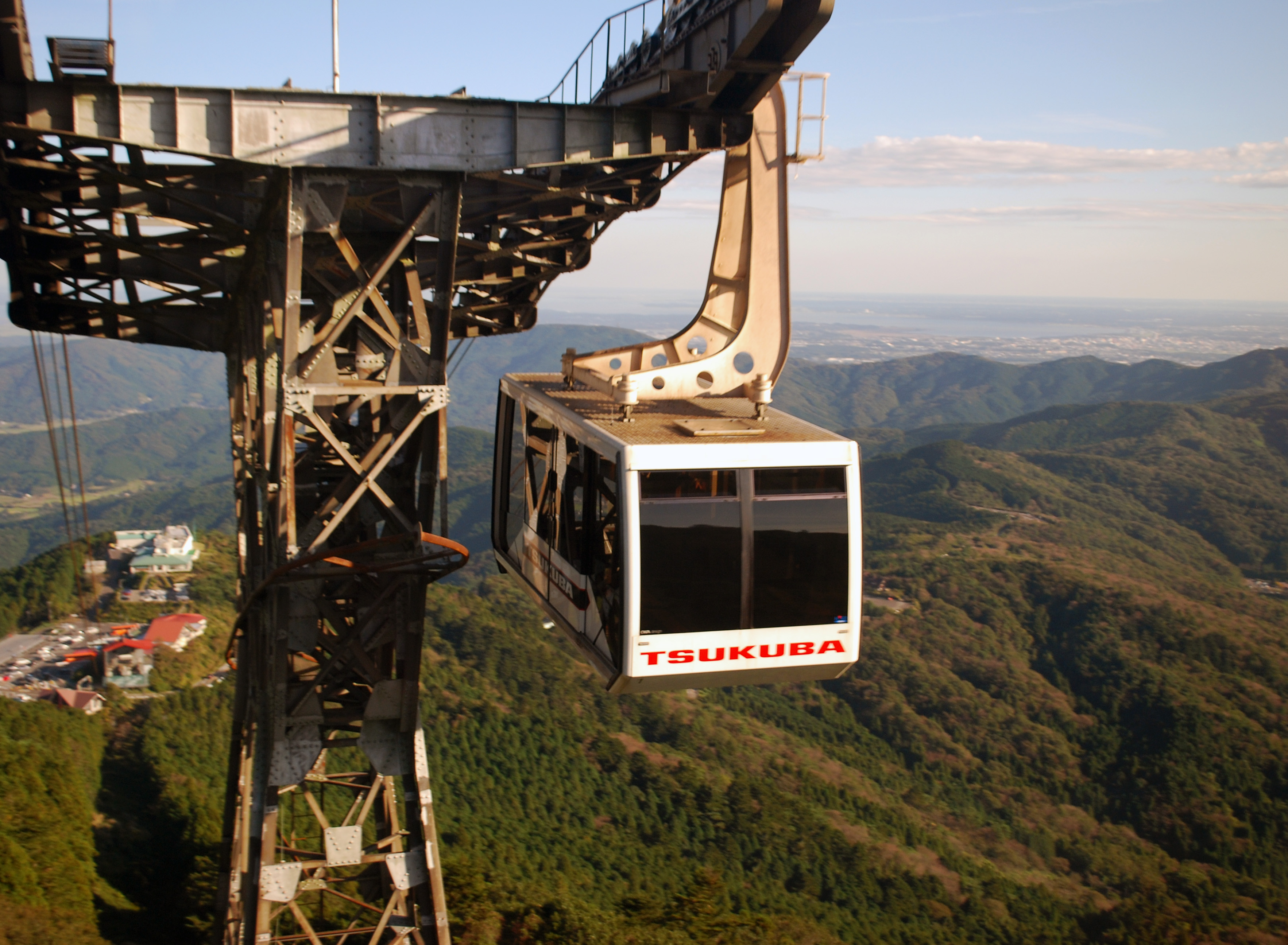
筑波山ロープウェイ

### ケーブルカー
筑波山神社拝殿横の宮脇駅より男体山山頂近くの御幸ヶ原まで筑波山ケーブルカーが運行される。宮脇駅は関東鉄道などの「筑波山神社入口」バス停下車、徒歩（門前町を通り抜ける）。宮脇駅に近い「筑波山神社前」への一般路線バス乗り入れ廃止により、路線バス停留所とケーブルカー駅の間の距離は廃止前より200 mほど長くなり、さらに経路上には坂道や石の階段も存在するため、移動におよそ20分ほどを要する（途中には土産物店、そば店などの店、神社拝殿があり、この経路も観光・参詣の一環である）。

### ロープウェイ
つつじヶ丘レストハウスに併設されたつつじヶ丘駅より女体山山頂まで筑波山ロープウェイが運行される。つつじヶ丘駅は関東鉄道などの「つつじヶ丘」バス停前である。

### 筑波山梅林

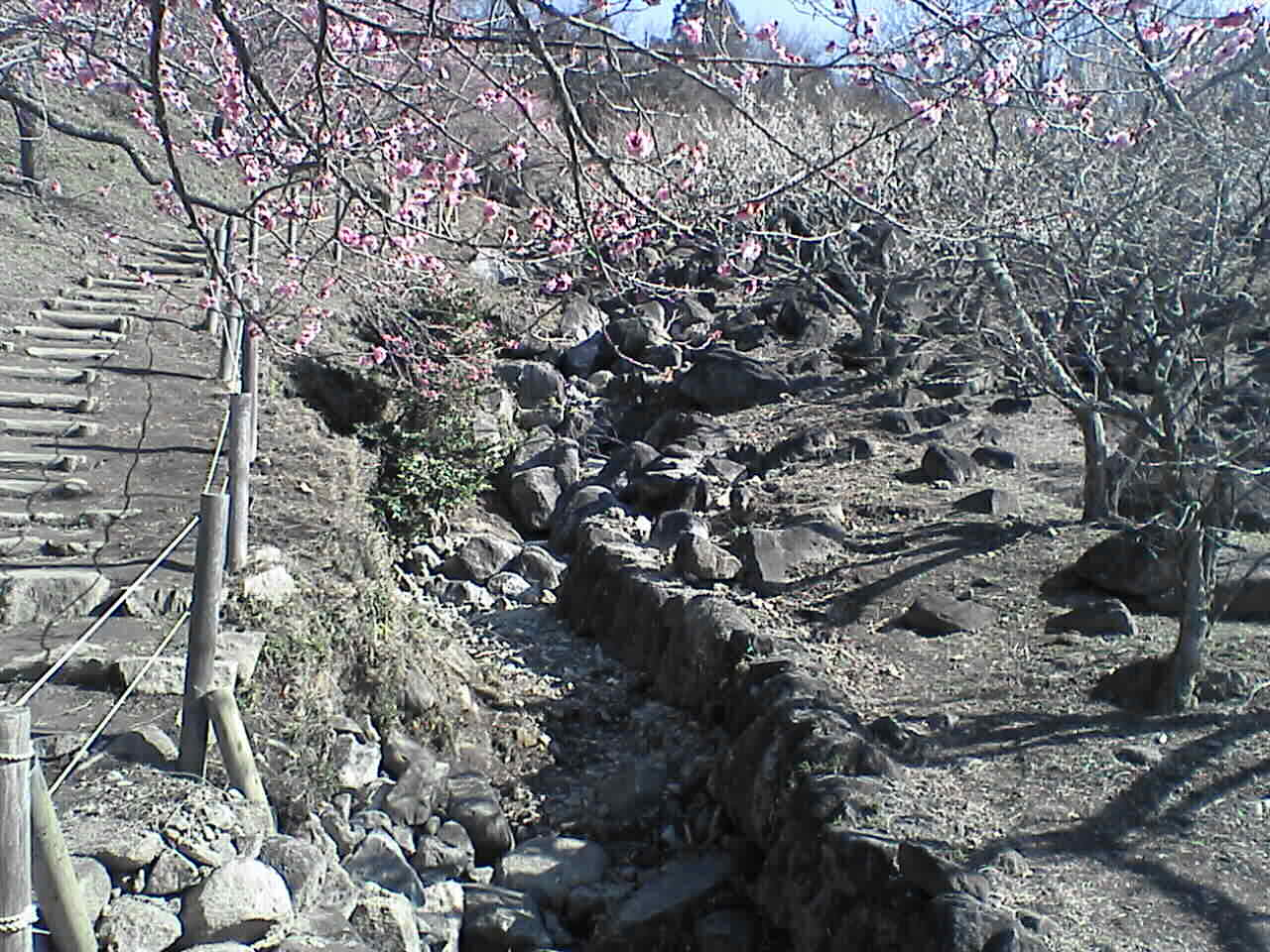
満開時

中腹（標高250 m付近）につくば市営の梅林（筑波山梅林）がある。白梅、紅梅などの約30種、1000本程の梅が約4.5 ha（ヘクタール）の園内に植えられており、木道やあずまやが整備されている。早咲きの梅花は1月下旬から見頃となり、最盛期には筑波石の巨岩と満開の梅とが独特の風景をなす。また、好天時には富士山や東京の高層ビルを臨める。
毎年2月中旬から3月中旬に開催の「筑波山梅まつり」では、ガマの油売り口上、甘酒・梅茶のサービス、茶会などが催される。

### 登山
日本経済新聞がYAMAPを使用して集計した「2023年に登頂回数が多かった山」ランキングでは女体山が全国5位、男体山が全国12位を記録する登山者に人気の高い山である。
山頂方面へは7つの登山コースが指定されているが、いずれも岩場や急勾配となっている箇所がみられる。遭難防止や自然保護の観点から、指定登山道以外への立ち入りは市、県、地権者、警察署等の協議により原則として禁止されている。
JR水戸線岩瀬駅よりスタートし、御嶽山、雨引山、燕山、加波山、丸山、足尾山、きのこ山、弁天山、筑波山の順に筑波連山を縦走する登山者も多い。この縦走路は関東ふれあいの道の茨城県コースNo.7 - 11である。
|          | コース                                        | 経路                          | 所要時間 上り/下り |
| -------- | --------------------------------------------- | ----------------------------- | ------------------ |
| 表 筑 波 | 御幸ヶ原コース                                | 筑波山神社拝殿 - 御幸ヶ原     | 約90分/約70分      |
| 表 筑 波 | 白雲橋コース                                  | 筑波山神社拝殿 - 女体山       | 約110分/約80分     |
| 表 筑 波 | おたつ石コース （白雲橋コース経由）           | つつじヶ丘 - 弁慶茶屋         | 約40分/約35分      |
| 表 筑 波 | おたつ石コース （白雲橋コース経由）           | 弁慶茶屋 - 女体山             | 約40分/約35分      |
| 表 筑 波 | 迎場コース （白雲橋コース経由）               | 筑波山神社拝殿 - 酒迎場分岐   | 約20分/約15分      |
| 表 筑 波 | 迎場コース （白雲橋コース経由）               | 酒迎場分岐 - つつじヶ丘       | 約40分/約35分      |
| 表 筑 波 | 筑波山ケーブルカー                            | 宮脇駅 - 筑波山頂駅           | 約8分              |
| 表 筑 波 | 筑波山ロープウェイ                            | つつじヶ丘駅 - 女体山駅       | 約6分              |
| 表 筑 波 | 筑波山ロープウェイ                            | 女体山駅 - 女体山             | 約10分             |
| 裏 筑 波 | 深峰遊歩道 （旧ユースホステルコース）         | ユースホステル跡地 - 御幸ケ原 | 約40分/約35分      |
| 裏 筑 波 | 薬王院コース                                  | 薬王院 - 男体山               | 約120分/約90分     |
| 裏 筑 波 | キャンプ場・女体山コース                      | 筑波高原キャンプ場 - 女体山   | 約60分/約45分      |
| 裏 筑 波 | 東筑波ハイキングコース （東側中腹周回コース） | 国民宿舎つくばね - つつじヶ丘 | 約150分/約100分    |
| 山 頂    | 山頂連絡路                                    | 御幸ヶ原 - 男体山             | 約15分             |
| 山 頂    | 山頂連絡路                                    | 御幸ケ原 - 女体山             | 約15分             |
| 山 頂    | 筑波山自然研究路                              | 男体山山頂周回路              | 約15分             |

御幸ヶ原コース（首都圏自然歩道線）
筑波山神社から御幸ヶ原（山頂）を目指す最も一般的なコース。登山口に「是より男體山」の道標石のある鳥居がある。コースのほぼ中間地点には休憩場所の広場があり、ケーブルカーのすれ違いが見られる。標高600m付近に男女川の水源がある。
所要時間：登り90分/下り70分
距離：約2.1 km（キロメートル）
高低差：約540 m
白雲橋コース（筑波登山線）
筑波山神社から女体山（山頂）を目指すコース。登山道入り口前にある白雲橋からは、土木学会選奨土木遺産に認定された筑波山千寺川砂防堰堤群が見られる。「是より女體山」の道標石から100mほど登ったところの鳥居が登山口となっている。弁慶茶屋跡から山頂まで急な岩場が連続する。この間「弁慶の七戻り」「高天原」「胎内くぐり」「出船入船」などの奇岩、巨岩が見られる。
所要時間：登り110分/下り90分
距離：約2.7 km
高低差：約620 m
迎場コース（筑波登山線）
筑波山神社からつつじヶ丘を目指すコース。
所要時間：登り60分/下り50分
距離：約2.1 km
高低差：約190 m
おたつ石コース（筑波登山線）
つつじヶ丘から弁慶茶屋跡までのコース。筑波山ロープウェイのルートに沿っており木々の間からゴンドラが見える。
所要時間：登り40分/下り30分
距離：約1.0 km
高低差：約230 m
薬王院コース（薬王院線）
椎尾山薬王院と筑波山自然研究路をつなぐ筑波山頂までの登山道で最も長いコース。
所要時間：登り120分/下り90分
距離：約2.5 km
高低差：約550 m
深峰歩道（首都圏自然歩道線）
ユースホステル跡地から筑波山頂を目指す最短コース。「ユースホステルコース」と呼ばれたが、中腹にあった筑波山ユースホステルは廃業して解体されたため、森林管理署図版ではこの名称を用いる。
所要時間：登り40分/下り30分
距離：約1.2 km
高低差：約250 m
女体山・キャンプ場コース（三本松線）
桜川市営筑波高原キャンプ場から尾根に沿って女体山の山頂へ登るコース。
所要時間：登り60分/下り45分
距離：約1.6 km
高低差：約360 m
東筑波ハイキングコース
石岡市営の国民宿舎から、つつじヶ丘に至るコース。
所要時間：登り150分/下り100分
距離：約4.4 km
高低差：約250 m

### 山頂付近

#### 御幸ヶ原
男体山と女体山の間の男体山寄りにある開けた場所で、ケーブルカーの筑波山頂駅がある。駅の横にはレストラン・展望施設のコマ展望台があり、売店・食堂も並ぶ。登山道の御幸ヶ原コースの終点でもある。
山頂連絡路（筑波山登山線）
男体山頂から御幸ヶ原を経て女体山頂までの登山道。御幸ヶ原から女体山方面へ向かうと、かたくりの里（カタクリ群生地）、せきれい茶屋、ガマ石を経てロープウェイの女体山駅のすぐ上を通り、女体山頂へつながっている。
所要時間：御幸ヶ原から男体山頂・女体山頂までどちらも各15分
距離：御幸ヶ原 - 男体山頂：300 m、御幸ヶ原 - 女体山頂：550 m
筑波山自然研究路（男体山周回線）
御幸ヶ原を起点とする男体山の標高750-800m付近を周回するルートである。2017年（平成29年）3月現在、崩落により一部通行止め（迂回路）となっている。
所要時間：60分
距離：約1.4 km

### 筑波山温泉
筑波山麓周辺に6軒の宿泊施設が存在する。一部の宿泊施設によっては、日帰り入浴も受け付けている。

## ギャラリー

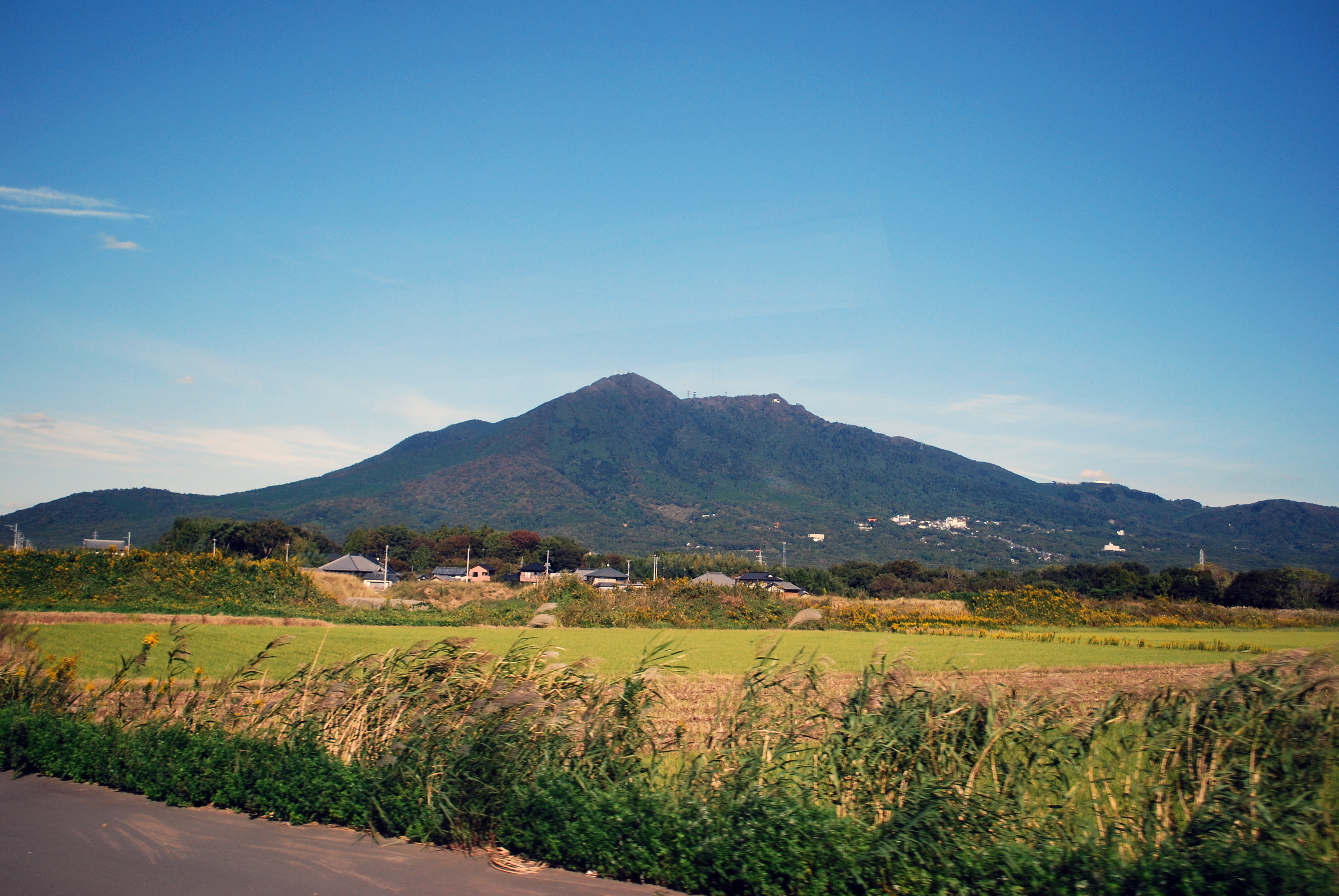
南西から
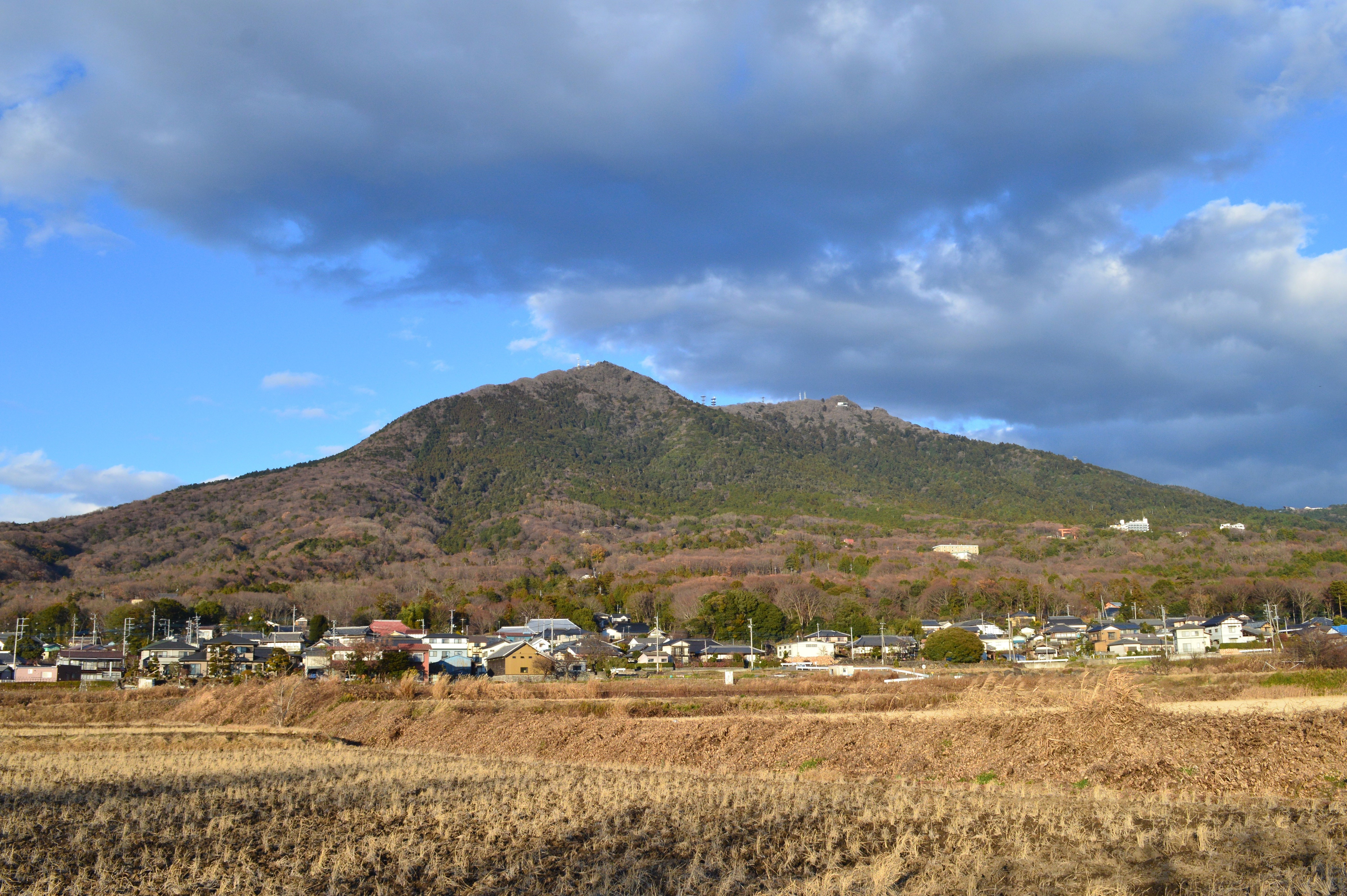
南から
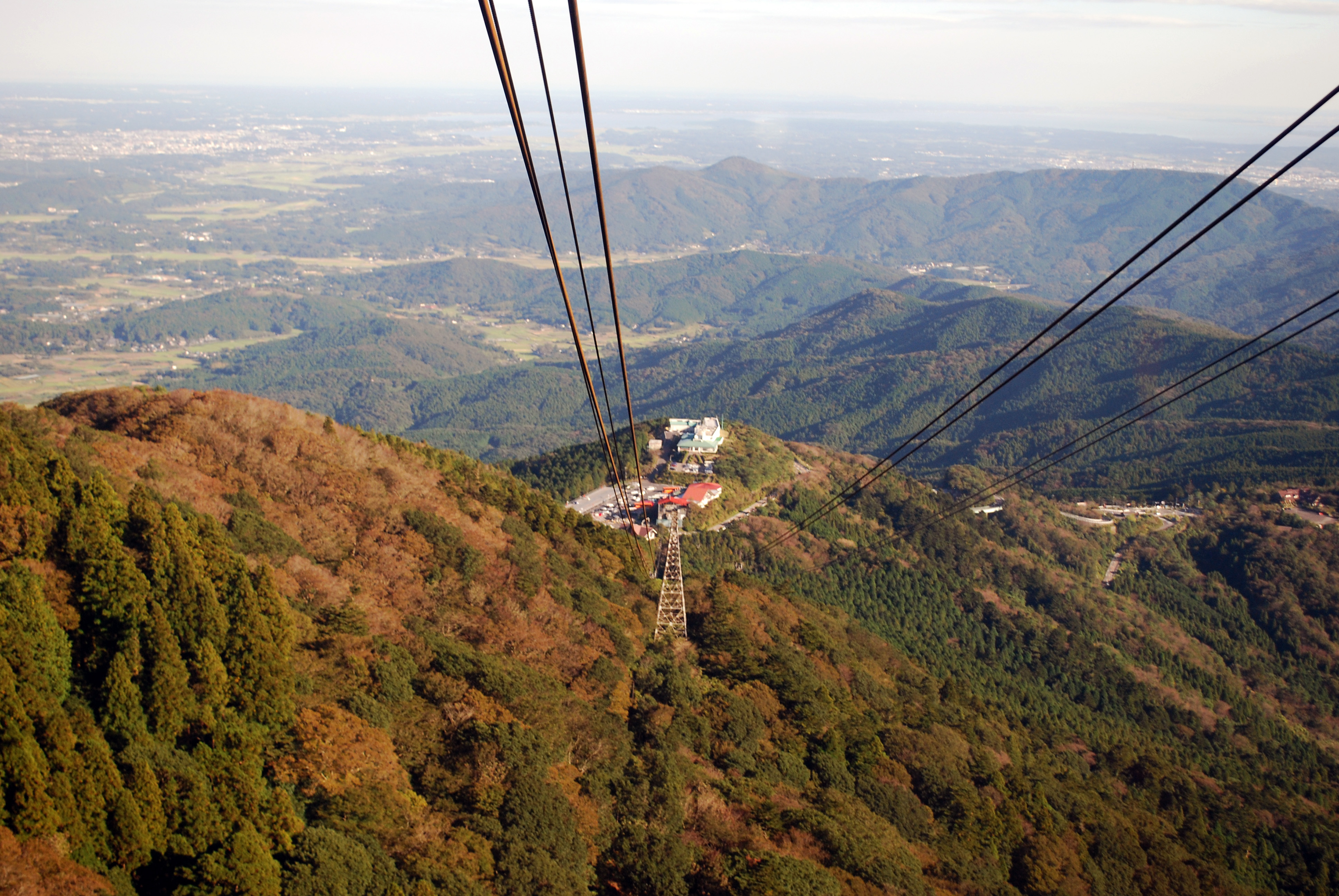
ロープウェイで
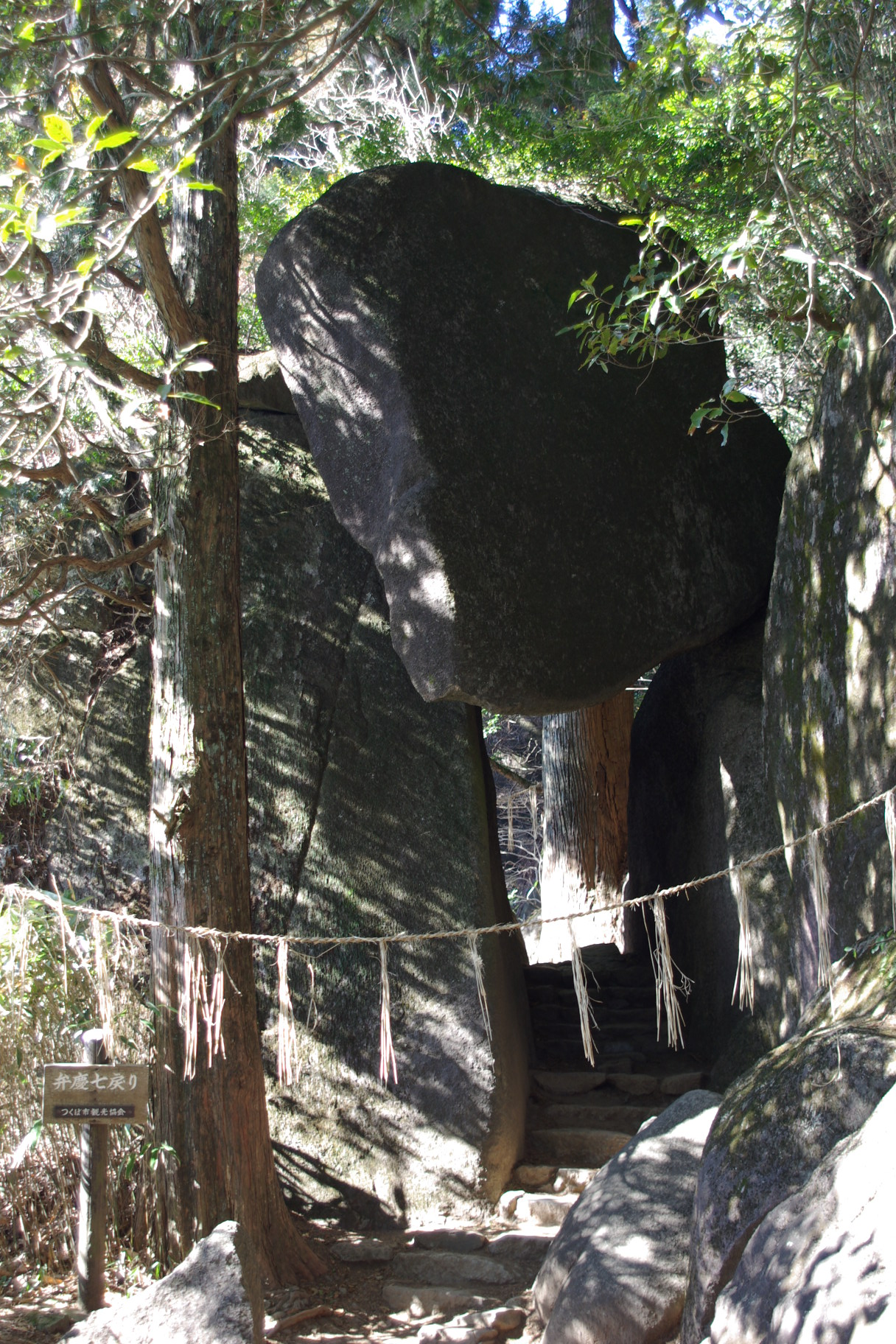
弁慶七戻り
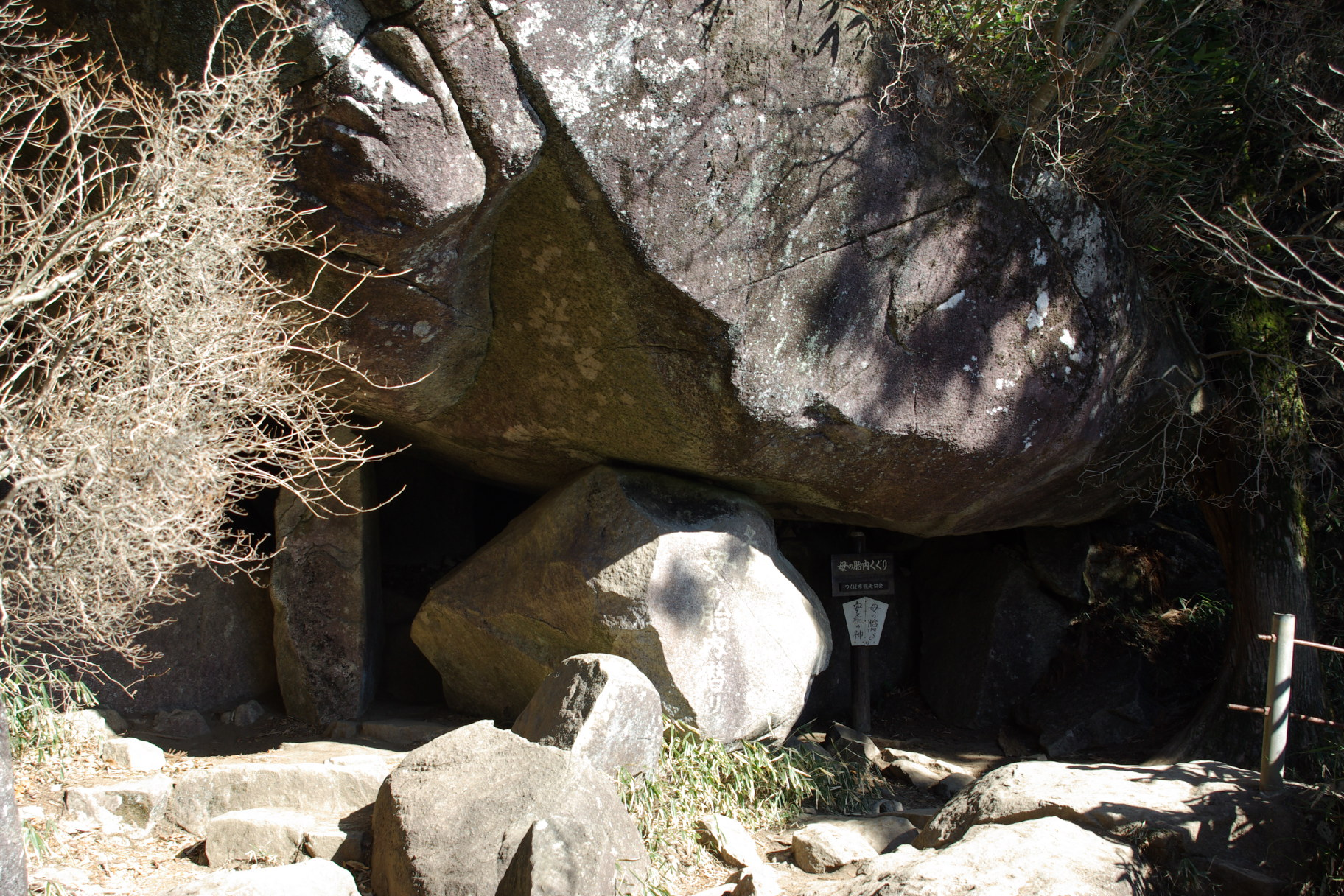
母の胎内くぐり
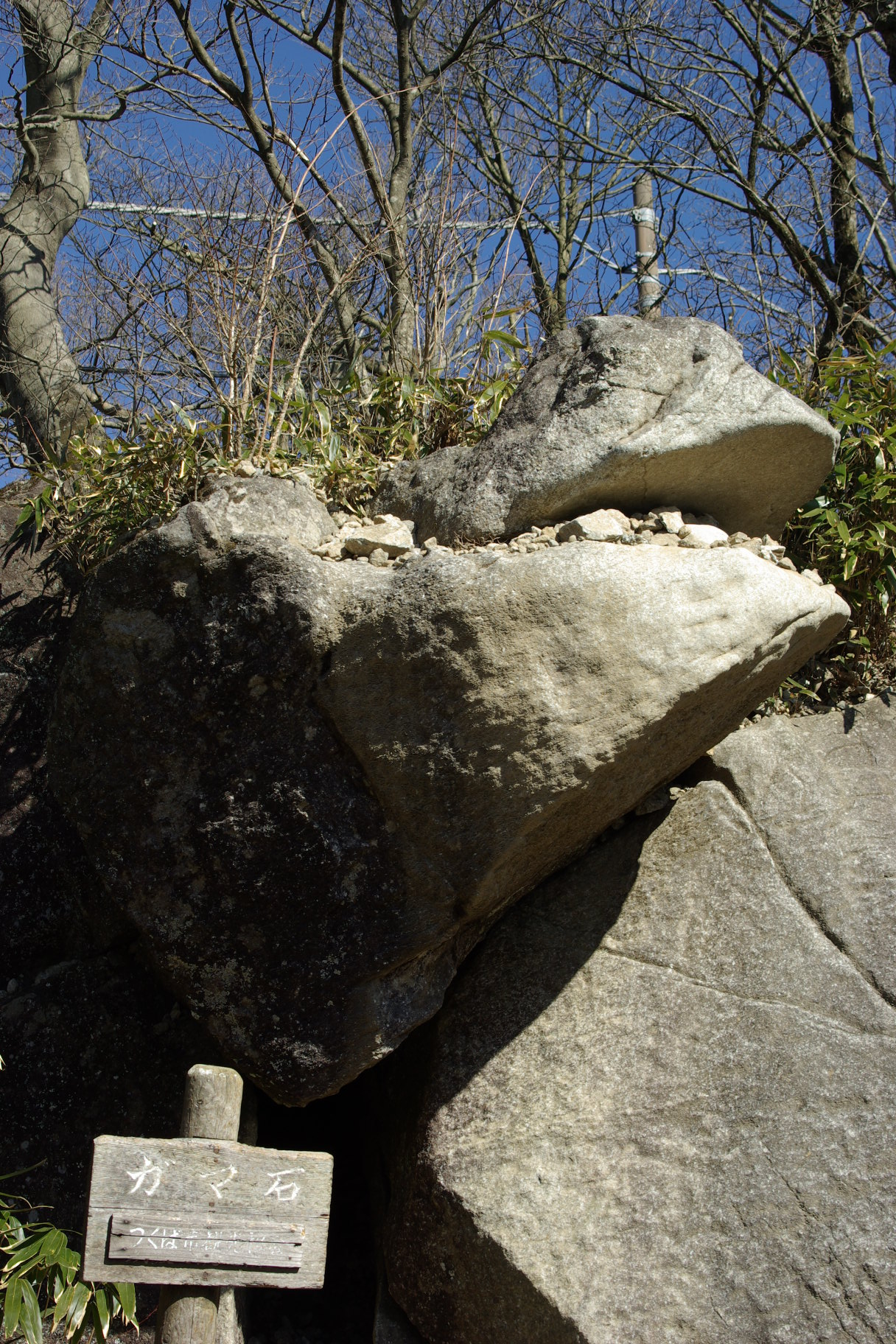
ガマ石
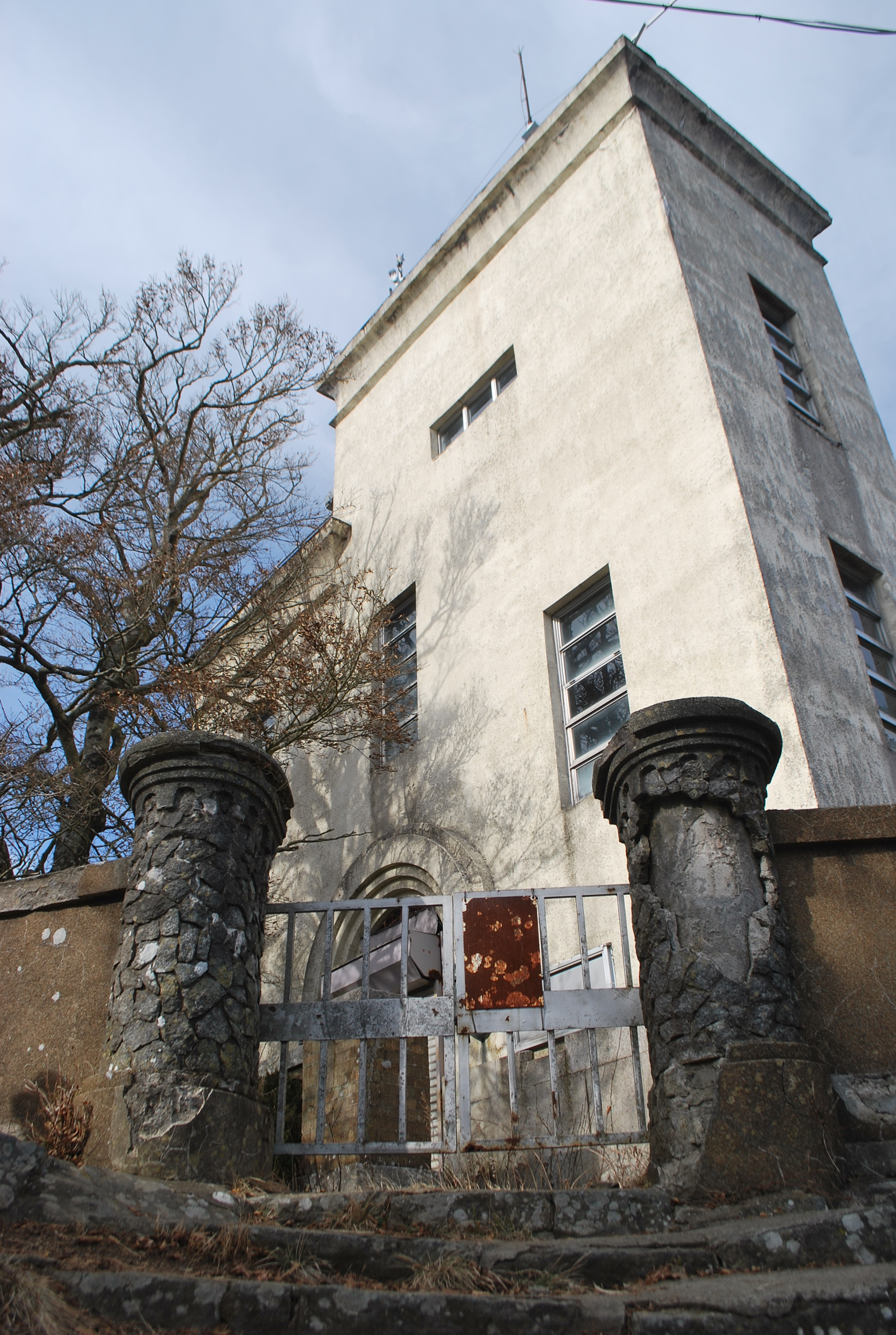
筑波山神社・筑波大学計算科学研究センター共同気象観測所
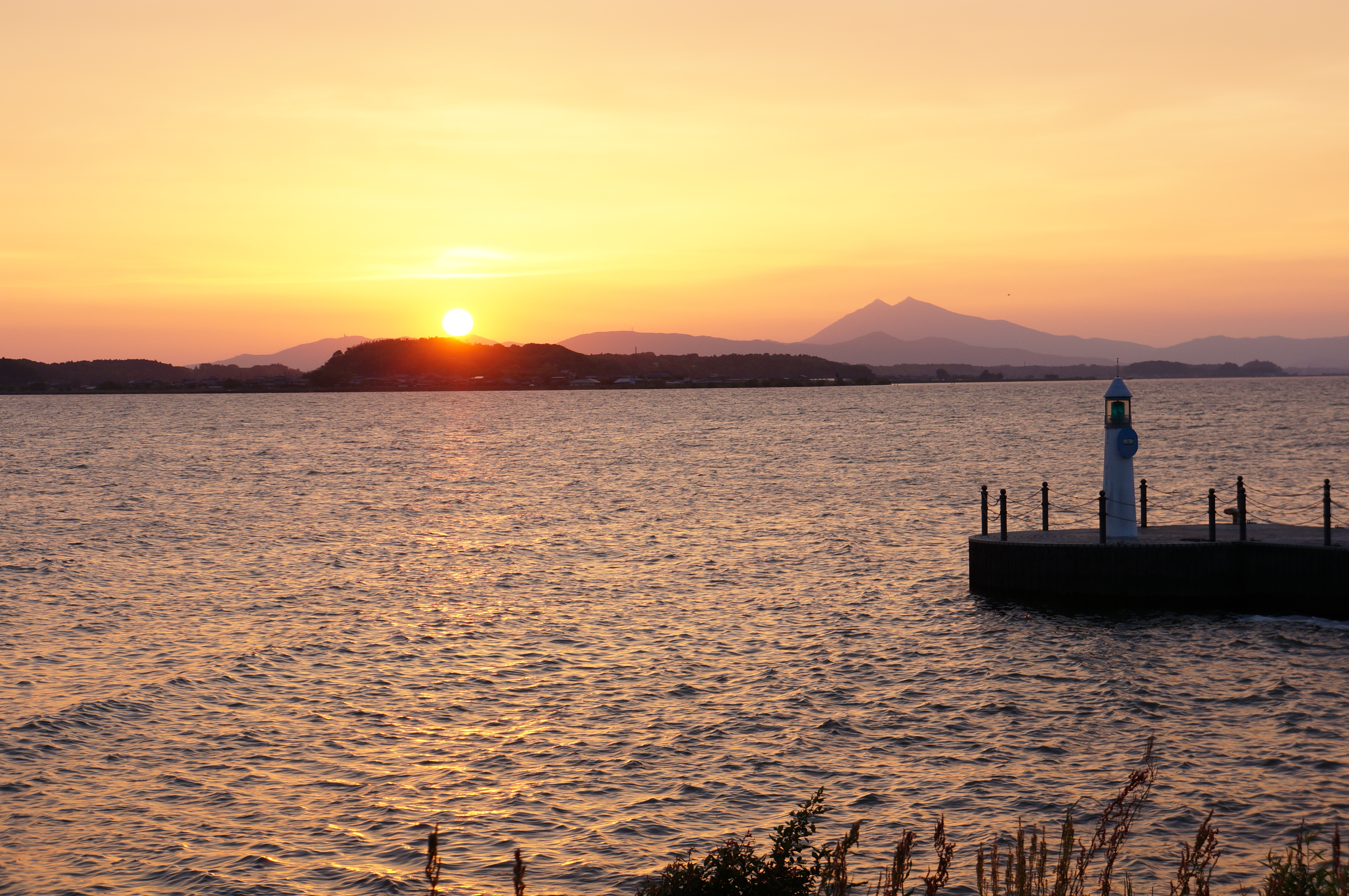
東側から、霞ヶ浦越しに望む筑波山

## アクセス
かつては筑波鉄道筑波線の筑波駅が筑波山へのアクセスを担っていたが、1987年の筑波線廃止以降、筑波山への公共交通機関によるアクセスは後退していた。その後、2005年に首都圏新都市鉄道つくばエクスプレス（TX）の開業と同時につくば駅前からのシャトルバスの運行が開始され、公共交通機関によるアクセスの利便性は向上した。

### つくば駅から
つくばエクスプレスつくば駅（つくばセンターバスターミナル）から関東鉄道などの「筑波山シャトルバス」筑波山行きに乗車すると中腹まで乗り換えがない。約40分で門前町にある筑波山神社入口停留所、約50分でロープウェイ駅のあるつつじヶ丘停留所に着く。この方法では、東京・秋葉原から最短2時間11分で女体山頂に到達できる。山麓（南麓）を目指す場合は、つくバス北部シャトル「筑波山口」バス停下車。首都圏新都市鉄道が発行する企画乗車券「筑波山きっぷ」はどちらか選択して乗車が可能。ただ、多くの徒歩登山者は、つくば駅から中腹までバスを利用することが多い。

### その他
土浦駅からのバスは南麓の筑波山口止まりである。この方法でも乗り換えで中腹へ出られるが、座れる保証がないこともあり、利用は減少傾向にある。下妻駅からは1回以上の乗り換えを要し、実質的な最寄駅ながら観光利用はほぼない。また、北麓に近い下館駅、岩瀬駅からは関鉄パープルバスによる広域連携バスが筑波山口まで運行されている。
石岡駅から東麓へ向かうバスもあるが、徒歩登山に適した道がなく、専ら山麓の観光施設（果樹園など）を利用する場合に向く。

## 筑波山を舞台にした作品
- 筑波山麓合唱団 - デューク・エイセスのご当地ソング。
- ヤマノススメ - 主人公のあおいとひなたが夜登山に挑戦した。（おたつ石コース - 弁慶茶屋跡から白雲橋コース経由 - 女体山山頂 - ロープウェー下山）
- ラーメン大好き小泉さん - 弁慶茶屋跡地での自炊ラーメンは棒ラーメン＋モチ×2＋コーン＋乾燥ワケギ。その後、女体山山頂を経由して御幸ヶ原の茶屋でラーメン。
- 山と食欲と私 - 41話 筑波山 山コン編（!?）気合の多幸うどん、筑波山麓牛乳。